# Стеньгач Віталій Володимирович
Віталій Володимирович Стеньгач (28 грудня 1922, село Турчинці, тепер Хмельницька область — 3 січня 1996, Маків, Дунаєвецький район, Хмельницька область) — український і радянський господарник, офіцер МДБ, громадський діяч, педагог. Голова колгоспу «Україна» Дунаєвецького району Хмельницької області, Герой Соціалістичної Праці (22.03.1966). Депутат Верховної Ради УРСР 8—9-го скликань.

## Біографія
Народився 28 грудня 1922 року в селянській родині.
Закінчив Севастопольське вище військово-морське училище, Заочну Вищу партійну школу при ЦК КПРС.
З 1940 р. — у Червоній армії. У роки німецько-радянської війни служив на кораблі «Червона Україна» на Північному флоті. Член ВКП(б) з 1943 року.
У 1946—1949 р. — рахівник контори «Заготзерно», учитель середньої школи Городоцького району Кам'янець-Подільської області. З 1949 р. — працював в органах МДБ—КДБ. У 1955—1958 р. — начальник пожежно-сторожової охорони Маківського цукрового заводу Хмельницької області. У 1958—1961 р. — голова виконавчого комітету Дунаєвецької селищної ради Хмельницької області, голова колгоспу імені Дзержинського Дунаєвецького району, комірник Маківського цукрового заводу. З 1961 по 1996 рр — голова колгоспу «Україна» села Маків Дунаєвецького району Хмельницької області. Вивів господарство у число найкращих у тогочасній Україні. Герой Соціалістичної Праці (1966 р.).
Його обирали депутатом Верховної Ради УРСР, обласної, районної та сільської Рад. Нагороджений багатьма орденами і медалями.
Похований у Макові.

### Діяльність
Ефективне ведення сільськогосподарських культур і тваринництва дало змогу колгоспникам побудувати асфальтний завод. Колгосп щороку виділяв мільйон карбованців на соціально-культурне будівництво. На ці кошти побудовано дільничну лікарню, чотири шкільних приміщення, дитячий садок і ясла, Будинок культури, Будинок тваринника. У цей період у Макові заасфальтовано вулиці, прокладено водопровід, завершується газифікація помешкань. Маків став першим газифікованим селом у Хмельницькій області. Введено в експлуатацію санаторій «Україна». З ініціативи Стеньгача створили колгоспний зоопарк, в якому, крім свійської худоби та птиці, можна було побачити фазанів, павичів, ведмедів та інших рідкісних тварин.

### Автор та співавтор публікацій
- Стеньгач В. В., Олійник В. Й. Передовий досвід виробництва яловичини. — К.: Урожай, 1965. — 56 с.
- Стеньгач В. Не тот теперь Маков // Образ жизни, рождённый Октябрём. — К., 1977. — С. 62-69.

## Нагороди
- Герой Соціалістичної Праці (22.03.1966)
- два ордени Леніна (22.03.1966;)
- орден Жовтневої революції
- орден Червоної Зірки
- медалі